# 2013 w polityce

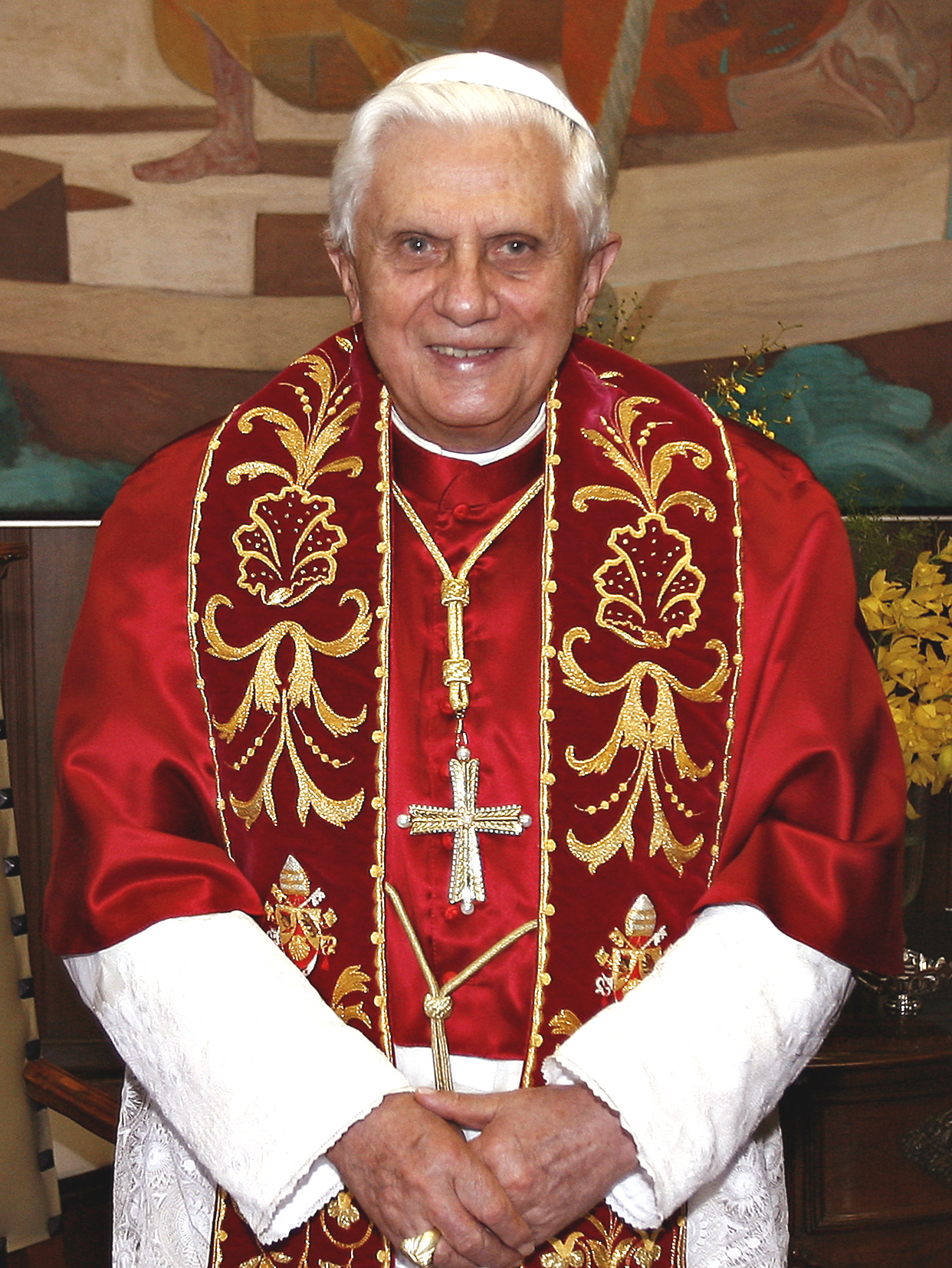
Benedykt XVI

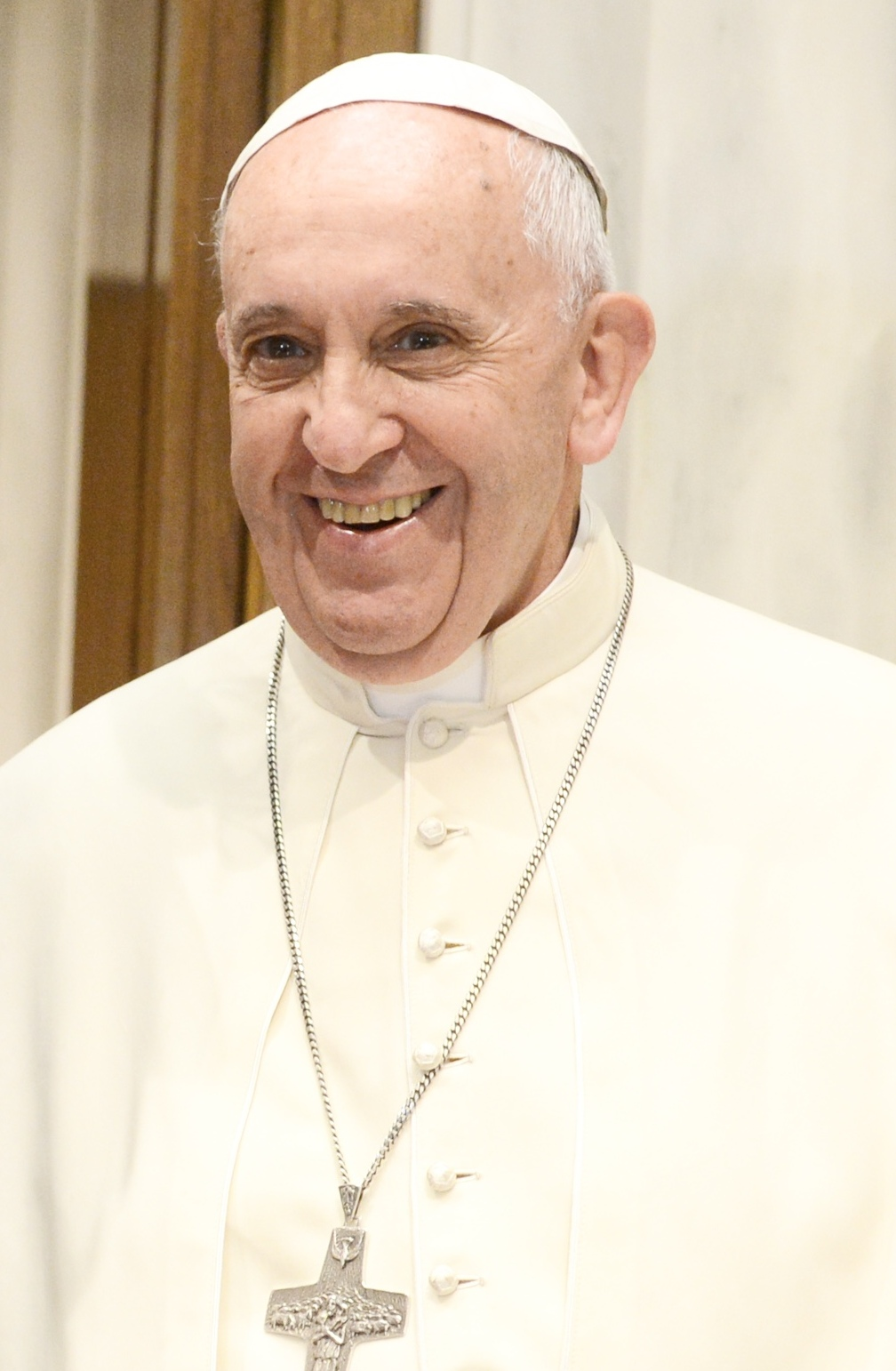
Franciszek, papież od 2013

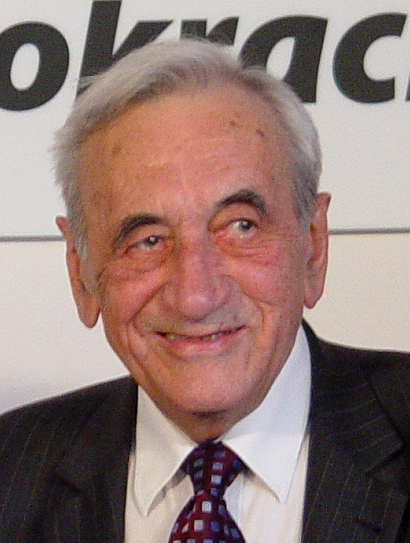
Tadeusz Mazowiecki

Wydarzenia polityczne w 2013 roku.

## Luty
- 11 lutego – papież Benedykt XVI w wygłoszonym po łacinie orędziu ogłosił zamiar abdykacji[1][2].
- 28 lutego – Benedykt XVI przestał być urzędującym papieżem, zachował jednak przybrane imię i tytuł emerytowanego papieża[3].

## Marzec
- 5 marca – zmarł Hugo Chávez, prezydent Wenezueli[4].
- 13 marca – argentyński kardynał włoskiego pochodzenia, jezuita Jorge Mario Bergoglio został wybrany na papieża[5][6]. Obejmując urząd, wybrał dla siebie imię Franciszek[7].

## Kwiecień
- 15 kwietnia – w Elblągu odbyło się referendum, w którym mieszkańcy miasta odwołali prezydenta Grzegorza Nowaczyka i tamtejszą Radę Miasta[8].

## Czerwiec
- 6 czerwca – Edward Snowden ujawnił pierwsze dokumenty, zgodnie z którymi NSA dzięki tajnemu programowi PRISM miał dostęp do wielkich ilości prywatnych danych[9].
- 15 czerwca – Hasan Rowhani został prezydentem Iranu[10].

## Lipiec
- 22 lipca – urodził się Jerzy z Cambridge, potomek księżnej Catherine i księcia Williama, trzeci w kolejce do brytyjskiego tronu[11].

## Wrzesień
- 14 września – Stany Zjednoczone i Rosja porozumiały się w sprawie planu wyeliminowania arsenału syryjskiej broni chemicznej[12].

## Październik
- 11 października – Pokojową Nagrodę Nobla otrzymała Organizacja ds. Zakazu Broni Chemicznej[13].
- 13 października – w Warszawie odbyło się referendum w sprawie odwołania prezydent Hanny Gronkiewicz-Waltz. Ze względu na niską frekwencję referendum okazało się nieważne[14].
- 28 października – w Warszawie zmarł Tadeusz Mazowiecki, premier Polski w latach 1989-1991[15].

## Grudzień
- 5 grudnia – zmarł Nelson Mandela, prezydent Południowej Afryki[16].